# Ladissa semirufa
Ladissa semirufa är en spindelart som beskrevs av Simon 1907. Ladissa semirufa ingår i släktet Ladissa och familjen plattbuksspindlar.
Artens utbredningsområde är Benin. Inga underarter finns listade i Catalogue of Life.